# Weschnitz
La Weschnitz est une rivière allemande de 58 km de long qui coule dans les Länder de Bade-Wurtemberg et de Hesse. Elle est un affluent en rive droite du Rhin.